# Craspedosoma lavescens
Craspedosoma lavescens är en mångfotingart som beskrevs av Robert Latzel 1884. Craspedosoma lavescens ingår i släktet Craspedosoma och familjen knöldubbelfotingar. Inga underarter finns listade i Catalogue of Life.